# 이성원 (1956년)

이성원(李成元, 1956년 ~ 2018년)은 대한민국 문화재청 차장 겸 청장 직무대리 직을 지낸 대한민국 前 공무원이다.

## 주요 경력
- 1981년 : 제23회 행정고시 합격
- 문화관광부 박물관건립추진기획단장
- 2002년 : 국립현대미술관 사무국장
- 2003년 : 저작권심의조정위원회 위원
- 2003년 : 문화관광부 문화정책국장
- 2006년 : 문화재청 차장
- 2008년 : 문화재청장 직무대리

## 학력
- 건국대학교 정치외교학 학사

## 참고
| 전임 이승규 | 제2대 문화재청 차장 2006년 5월 1일 ~ 2008년 4월 14일 | 후임 송인범 |

| 전임 유홍준 (제3대 문화재청 청장) | 문화재청 청장 직무대리 2008년 2월 22일 ~ 2008년 3월 8일 | 후임 이건무 (제4대 문화재청 청장) |